# KF Drenica
Der KF Drenica (albanisch Klubi Futbollistik Drenica) ist ein Fußballverein mit Sitz in Skënderaj, Kosovo. Der Club spielt derzeit in der obersten Liga des Fußballs im Kosovo, in der IPKO Superliga.

## Geschichte
KF Drenica ist ein Verein mit öffentlich-rechtlichem Status in der Stadt Skënderaj, gegründet wurde er 1958. KF Drenica konnte bisher noch keine Meisterschaft gewinnen, zählt aber trotzdem zu den stärksten Vereinen im Kosovo. Das Stadion selbst ist nach dem Märtyrer Bajram Aliu benannt und bietet 8.000 Zuschauern Platz.